# Freeborn (Minnesota)
Freeborn es una ciudad ubicada en el condado de Freeborn en el estado estadounidense de Minnesota. En el Censo de 2010 tenía una población de 297 habitantes y una densidad poblacional de 626,62 personas por km².

## Geografía
Freeborn se encuentra ubicada en las coordenadas 43°45′58″N 93°33′52″O / 43.76611, -93.56444. Según la Oficina del Censo de los Estados Unidos, Freeborn tiene una superficie total de 0.47 km², de la cual 0.47 km² corresponden a tierra firme y (0%) 0 km² es agua.

## Demografía
Según el censo de 2010, había 297 personas residiendo en Freeborn. La densidad de población era de 626,62 hab./km². De los 297 habitantes, Freeborn estaba compuesto por el 98.32% blancos, el 0% eran afroamericanos, el 0% eran amerindios, el 0% eran asiáticos, el 0% eran isleños del Pacífico, el 0.34% eran de otras razas y el 1.35% pertenecían a dos o más razas. Del total de la población el 3.7% eran hispanos o latinos de cualquier raza.